# Auguste Gleizal (1804-1880)
Auguste Gleizal, né le 17 novembre 1804 à Antraigues (Ardèche) et mort le 2 septembre 1880 à Privas (Ardèche), est un homme politique français.

## Biographie
Fils de Claude Gleizal et Catherine Victoire Juge, député, il est avocat à Privas. Il est commissaire du gouvernement dans l'Ardèche après le 24 février 1848. Il est député de l'Ardèche de 1849 à 1851, siégeant à gauche. Opposant à l'Empire, il ne retrouve un siège de député que de 1876 à 1880. Il siège au groupe de la Gauche républicaine et fait partie des 363 qui refusent la confiance au gouvernement de Broglie, le 16 mai 1877. Il est élu conseiller général en 1871. 

## Sources
- « Auguste Gleizal (1804-1880) », dans Adolphe Robert et Gaston Cougny, Dictionnaire des parlementaires français, Edgar Bourloton, 1889-1891 [détail de l’édition]